# ملیکا احدی
ملیکا احدی (زاده ۱۳۷۷ -  کرج ) کاراته‌‌‌کار اهل ایران و عضو تیم ملی کاراته ایران است و دارنده چندین مدال طلای جهانی و بین المللی است.

## سوابق ملی
ملیکا احدی از سن ۱۰ سالگی ورزش کاراته را آغاز کرده است. وی دارنده ۷ مدال طلا تورنمنت بین‌المللی، مدال برنز مسابقات نوجوانان قهرمانی آسیا در سال ۲۰۱۲، مدال نقره مسابقات کاراته نوجوانان قهرمانی آسیا در سال ۲۰۱۳، مدال نقره مسابقات نوجوانان قهرمانی آسیا در سال ۲۰۱۴ و مدال برنز امید مسابقات قهرمانی آسیا در سال ۲۰۱۵ را در کارنامه خود و قهرمانی جهان در سال ٢٠١٩دارد.

## افتخارات

### مسابقات دانشجویان جهان
- نقره: ژاپن، ۲۰۱۸ [۱۰][۱۱][۱۲]

### مسابقات کاراته قهرمانی آسیا
- برنز: اندونزی، ۲۰۱۶ [۱۳]

### مسابقات کاراته جوانان آسیا
- برنز: مالزی، ۲۰۱۴ [۱۴][۱۵]

### مسابقات کاراته نوجوانان آسیا
- برنز: ازبکستان، ۲۰۱۲ [۱۶]
- نقره: امارات متحده عربی، ۲۰۱۳ [۱۷]

### تورنومنت بین‌المللی
- طلا: تایلند - ۲۰۱۴ [۱۸][۱۹]
- طلا: مالزی - ۲۰۱۵ [۲۰]

### جام آزاد ترکیه
- طلا: ترکیه، ۲۰۱۳ [۲۱][۲۲]
- مدال طلا بین‌المللی هند سال ۲۰۰۷
- ۵ مدال طلا انتخاب تیم ملی